# G. R. Turner

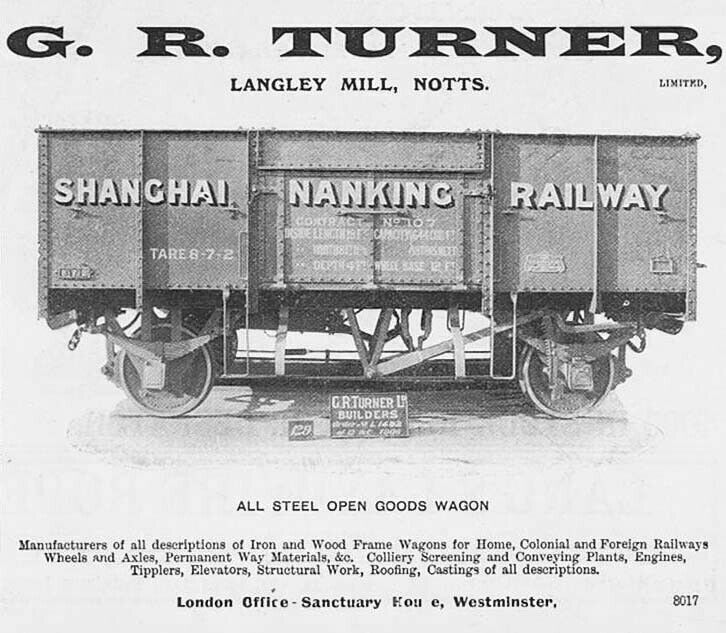
Anzeige aus dem Jahr 1909

G. R. Turner  war eine englische Wagenbauanstalt in Langley Mill in Derbyshire.

## Geschichte

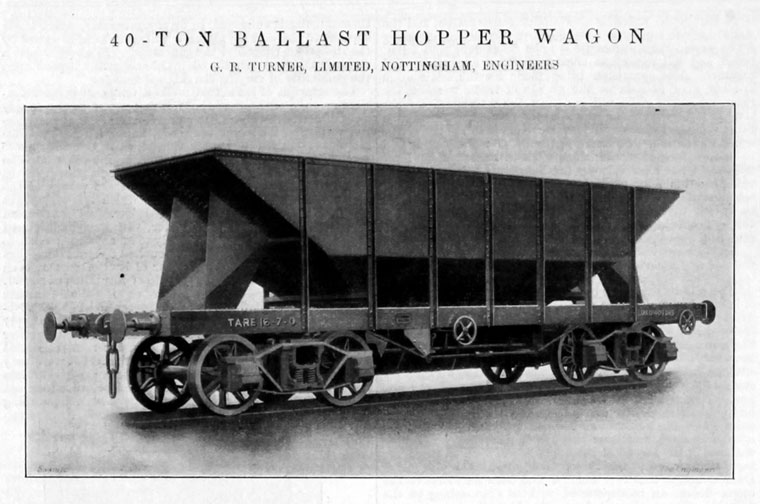
Ein 1909 gebauter Selbstentladewagen

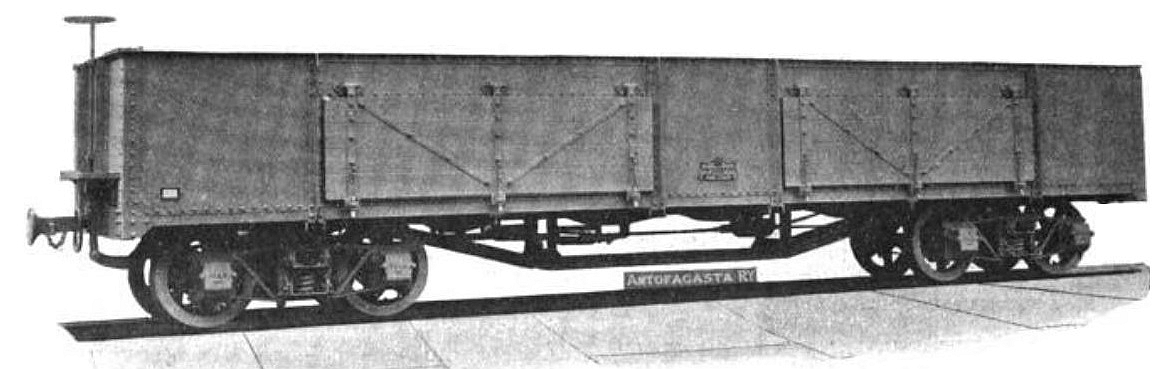
Offener Güterwagen der Ferrocarril de Antofagasta a Bolivia, 1908

Die Geschichte des Unternehmens geht zurück auf das Jahr 1863, als George Reynolds Turner und ein gewisser Herr Pender auf einem an die Midland Railway angrenzenden Grundstück in Langley Mill eine Werkstatt gründeten. Zunächst stellten sie Maschinenbauartikel für örtliche Zechen her und reparierten Eisenbahnwagen. 1874 baute George Reynolds Turner ein neues Maschinenwerk namens Vulcan Works, zur Produktion von Güterwagen. Turner starb am 4. April 1893 und das Unternehmen wurde von seinem Sohn T. N. Turner bis 1903 weitergeführt. Am 29. Januar 1903 wandelte er das Unternehmen in eine Kapitalgesellschaft um und fertigte nun außer Güterwagen auch Maschinen für den Bergbau und verschiedene andere Stahlkonstruktionen.
Zum Kundenkreis gehörten vor allem die Eisenbahngesellschaften in Großbritannien, aber auch viele Eisenbahnen in Übersee. Neben der Ferrocarril de Bolivia, der Ferrocarril de Antofagasta a Bolivia, der argentinischen Ferrocarril del Sud, der Bengal Nagpur Railway und der Shanghai-Nanking Railway belieferte man auch etliche Bergwerke, Gold- und Diamantminen in Australien und Südafrika. 1914 beschäftigte die Gesellschaft rund 800 Mitarbeiter.
Der Rückgang der Nachfrage nach Güterwagen führte dazu, dass das Unternehmen 1959 von den United Steel Companies in South Yorkshire übernommen wurde. Güterwagen wurden in den Werkstätten noch bis in die 1960er Jahre produziert. United Steel wurde 1967 verstaatlicht und wurde Teil von British Steel. Das Werk in Langley Mill wurde 1970 von Dorman Long übernommen und für die Entwicklung von Kränen verwendet.